# Адамс, Чарльз (дипломат)
Чарльз Адамс (англ. Charles C. Adams, Jr.; род. 25 августа 1947, Белфаст, Великобритания) — американский дипломат; посол США в Финляндии (2015—2017).

## Биография
В 1968 году получил степень бакалавр искусств после завершения обучения Дартмутском колледже. С 1968 по 1970 годы был волонтёром в Корпусе мира в Кении. В 1973 году получил диплом юриста в университете Вирджинии.
В июле 2014 года был предложен президентом США Бараком Обамой в качестве посла США в Финляндии и утверждён Сенатом 24 июня 2015 года. 3 августа 2015 года прибыл в Хельсинки на пароме из Стокгольма.